# Egyptian Halls

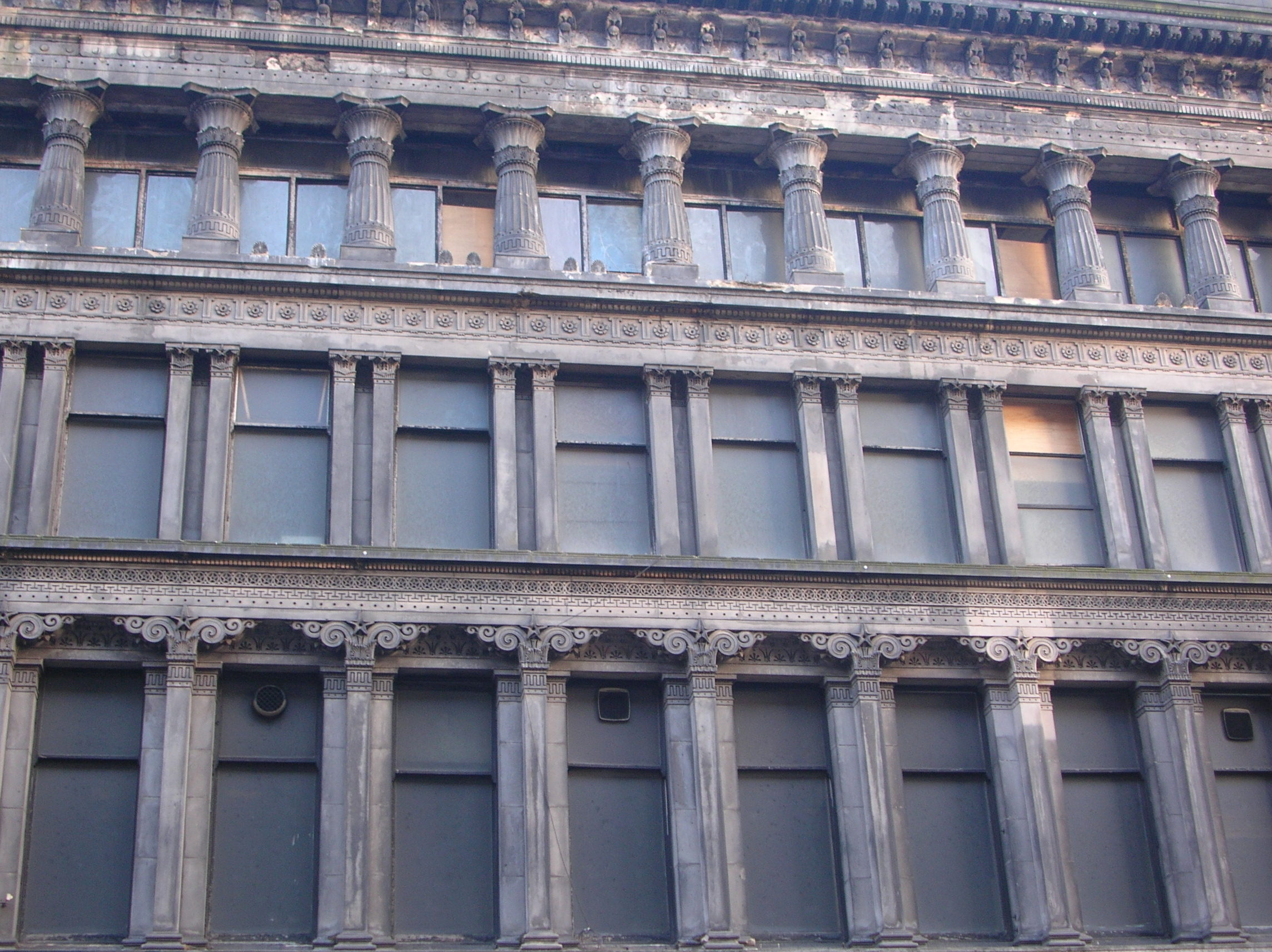
Egyptian Halls

Die Egyptian Halls sind ein Geschäftsgebäude in der schottischen Stadt Glasgow. 1966 wurde das Bauwerk als Einzeldenkmal in die schottischen Denkmallisten in der höchsten Denkmalkategorie A aufgenommen.

## Geschichte
Das Gebäude wurde zwischen 1870 und 1872 nach einem Entwurf des schottischen Architekten Alexander Thomson erbaut. 1997 wurde das Gebäude in das Register gefährdeter denkmalgeschützter Bauwerke in Schottland aufgenommen. Zu diesem Zeitpunkt sollen die Obergeschosse bereits seit mindestens einem Jahrzehnt ungenutzt gewesen sein. Investoren hatten bereits versucht die Egyptian Halls aufzukaufen, der Eigentümer lehnte jedoch ab. Auf Grund der hohen architekturhistorischen Bedeutung wurde die Anordnung eines Zwangsverkaufs geprüft. Nachdem dieser Jahre später angeordnet worden war, wurde Widerspruch eingelegt. Nach einer langwierigen rechtlichen Auseinandersetzung übernahm schließlich die Union Street Properties die Egyptian Halls. Zur Restaurierung stellten sowohl Historic Scotland als auch die Stadt Glasgow Mittel zur Verfügung. Nachdem 2010 mit den Arbeiten begonnen worden war, stockten sie und wurden vorläufig eingestellt. Zuletzt 2013 wurde der Zustand des Gebäudes als schlecht bei gleichzeitig hoher Gefährdung eingestuft.

## Beschreibung
Die Egyptian Halls stehen an der Union Street im Zentrum Glasgows. Gegenüber liegt der Bahnhof Glasgow Central, links das Ca d’Oro Building. Das klassizistische Gebäude ist mit griechischen und ägyptischen Details ausgestaltet. Seine westexponierte Fassade ist 18 Achsen weit. Im Erdgeschoss der vierstöckigen Egyptian Halls sind Ladengeschäfte eingerichtet. Die Fassade ist aufwändig mit assyrischen Säulen, Pilastern, Gesimsen mit Antefixen und Friesen ausgestaltet.